# Ryan Dalziel

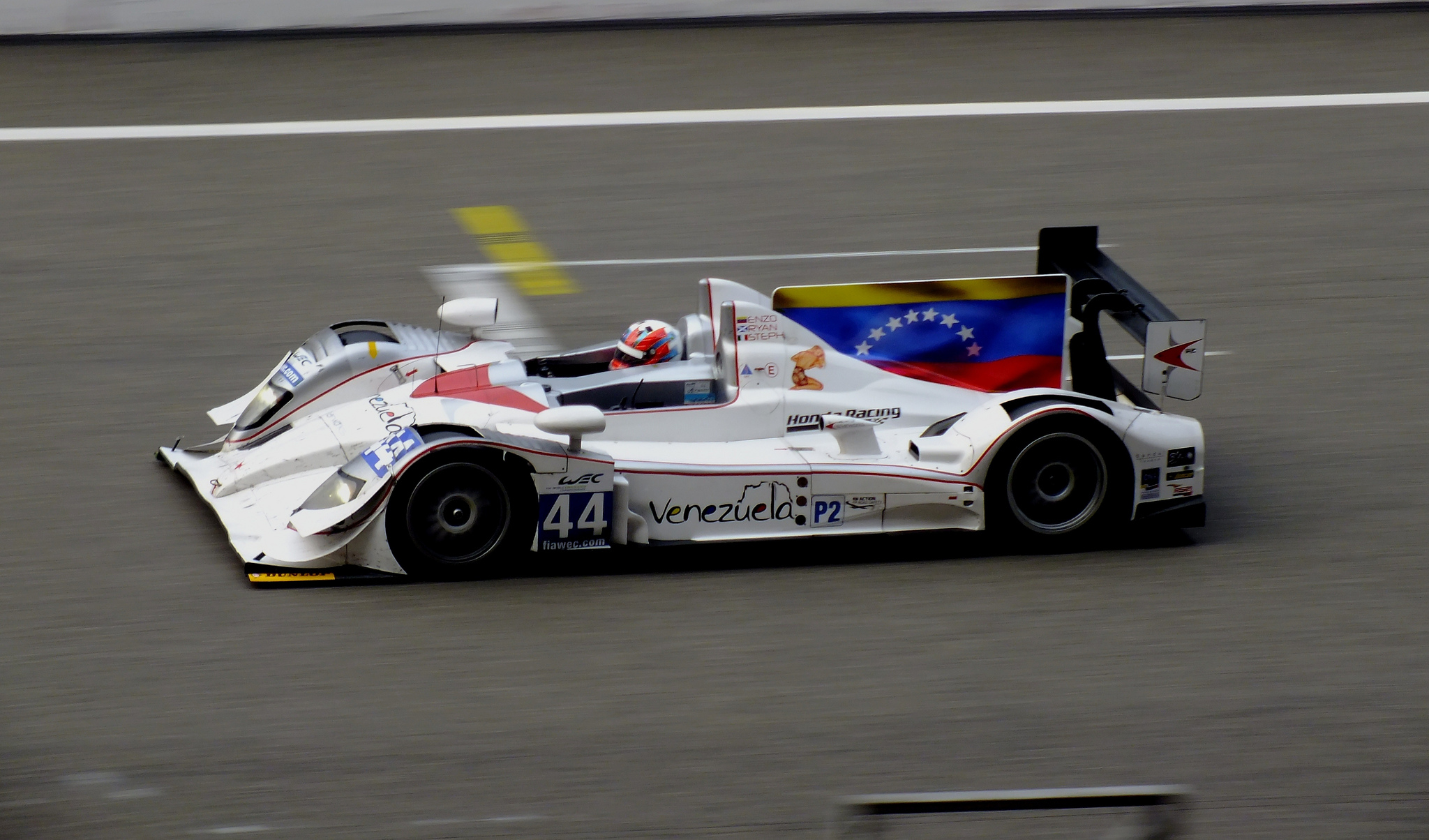
Ryan Dalziel tijdens de 6 Hours of Shanghai in 2012

Ryan Dalziel (Glasgow, 12 april 1982) is een Schots autocoureur. Hij reed drie jaar in de Toyota Atlantic, waar hij tweemaal als tweede eindigde, voordat hij naar de American Le Mans Series ging in 2005. Hij reed ook een Champ Car-race voor het team Dale Coyne Racing in de straten van Toronto, waar hij als 9e finishte. In 2006 reed hij een Daytona Prototype in de Rolex Sports Car Series.
In 2007 keerde Dalziel terug naar de Champ Car als een van de twee rijders van het team Pacific Coast Motorsports. In september werd hij ontslagen door het team en vervangen door Mario Domínguez met twee races te gaan. Zijn beste Champ Car-finish was een 7e positie, in de straten van Toronto, de enige Champ Car-race die hij tweemaal reed. In 2008 reed hij een BMW-Riley Daytona Prototype voor het team SAMAX Motorsport naast teamgenoot Henri Zogaib. Hij reed ook in het debuutseizoen van de Superleague Formula.
In 2009 kwam Zogaib onder onderzoek omdat hij ponzifraude pleegde waarbij hij Dalziel en zijn vader bedroog voor $550.000. In mei 2009 won Dalziel zijn rechtszaak tegen Zogaib en kreeg $608.000 toegekend en gaat hij door met legaal strijden om zijn geld te behouden.
In 2009 reed hij voor Orbit Racing in de Grand American Sports Car Series waarbij hij een podium en enkele top 10-resultatten boekte.
Op 31 januari 2010 wonnen Dalziel en teamgenoten Terry Borcheller, João Barbosa en Mike Rockenfeller de 24 uur van Daytona.

## Superleague Formula resultaten
| Jaar | Inschrijving | 1      | 2       | 3    | 4    | 5      | 6       | 7       | 8       | 9      | 10     | 11      | 12     | Rang | Punten |
| ---- | ------------ | ------ | ------- | ---- | ---- | ------ | ------- | ------- | ------- | ------ | ------ | ------- | ------ | ---- | ------ |
| 2008 | Rangers FC   | DON1 8 | DON2 14 | NÜR1 | NÜR2 | ZOL1 8 | ZOL2 17 | EST1 13 | EST2 15 | VAL1 5 | VAL2 7 | JER1 15 | JER2 6 | 13   | 227    |